# Христов, Владимир Кириллович
Влади́мир Кири́ллович Хри́стов (25 февраля 1949, Широкино, Сталинская область, УССР, СССР — 24 декабря 2020, Москва) — российский предприниматель, владелец и председатель совета директоров одной из крупнейших золотодобывающих компаний России ПАО «Сусуманзолото». На 2020-й год с состоянием $500 млн занимал 192-е место в рейтинге журнала Forbes 200 богатейших бизнесменов России.

## Биография
Вырос на Азовском море в семье болгарского рыбака. В 15 лет покинул дом, устроившись работать на телефонную станцию в Запорожье. Через некоторое время отправился в Охотск, но добрался только до Иркутска, где устроился на работу в леспромхоз на сортировку брёвен. Через полгода переехал в Магаданскую область, где начал строить карьеру в золотодобыче. Проходил службу в армии, занимался партийной работой.
На Сусуманский ГОК устроился в конце 1980-х, в начале 1990-х работал главным инженером ГОКа, а в 1991 году стал его генеральным директором. Комбинат вместе с ещё более чем 30 предприятиями входил в магаданское объединение «Северовостокзолото», в котором работало более 100 000 человек.
В 1994 году был впервые избран в Магаданскую областную Думу I созыва. Затем входил в состав II , IV и V созывов.
Доля Христова в «Сусуманзолоте» составляла порядка 65 %, ещё порядка 22 % принадлежит жене.
В настоящее время «Сусуманзолото» — крупнейшая золотодобывающая компания Магаданской области. В рейтинге ведущих золотодобывающих компаний России «Сусуманзолото» на 2019-й год занимает 11-е место.
Скончался от коронавирусной инфекции 24 декабря 2020 года.
Похоронен в городе Твери на старом кладбище в Дмитрово-Черкассах.

## Личная жизнь
Жил в Магадане. Окончил Кузбасский политехнический институт и Академию народного хозяйства при Правительстве РФ. Был женат, воспитал двух дочерей. Жена — Любовь Герасимова — заместитель генерального директора «Сусуманзолота». Брат Афанасий владеет сусуманским ЧОП «Заслон», племянник Сергей заместитель гендиректора по хозяйственной деятельности «Сусуманзолота».

## Память
В 2022 году в Сусумане в сквере у здания «Сусуманзолота» между улицей Гоголя и Первомайской торжественно открыт памятник Владимиру Кирилловичу (архитектор Михаил Корси, скульптор Андрей Забалуев).